# Dyskografia The Stooges
Ta strona zawiera dyskografię zespołu The Stooges.

## Albumy studyjne
| Data wydania     | Tytuł         | Wydawca            |
| ---------------- | ------------- | ------------------ |
| 5 sierpnia 1969  | The Stooges   | Elektra Records    |
| lipiec 1970      | Fun House     | Elektra Records    |
| luty 1973        | Raw Power     | Columbia Records   |
| 6 marca 2007     | The Weirdness | Virgin Records     |
| 30 kwietnia 2013 | Ready To Die  | Fat Possum Records |

## Albumy koncertowe
| Data wydania | Tytuł                   | Wydawca         |
| ------------ | ----------------------- | --------------- |
| 1976         | Metallic K.O.           | Skydog Records  |
| 1988         | Live at Whiskey A Go-Go | Revenge Records |
| 1995         | Open Up and Bleed       | Bomp Records    |
| 3 maja 2005  | Telluric Chaos          | Skydog Records  |

## Inne wydawnictwa
| Data wydania | Tytuł                                 | Wydawca             |
| ------------ | ------------------------------------- | ------------------- |
| 1999         | 1970: The Complete Fun House Sessions | Rhino Records       |
| 2005         | Heavy Liquid                          | Easy Action Records |

## Single
| Data wydania | Tytuł                                 | Wydawca          | Kraj             |
| ------------ | ------------------------------------- | ---------------- | ---------------- |
| 1969         | "I Wanna Be Your Dog"/"1969"          | Elektra Records  | USA              |
| 1969         | "1969"/"Real Cool Time"               | Elektra Records  | Francja          |
| 1969         | "I Wanna Be Your Dog"/"Ann"           | Vedette Records  | Francja          |
| 1970         | "Down On the Street"/"I Feel Alright" | Elektra Records  | Francja, Japonia |
| 1973         | "Shake Appeal"/"Search and Destroy"   | Columbia Records | nie podano       |
| 1973         | "Raw Power"/"Search and Destroy"      | Columbia Records | Japonia          |